# Xã Pike, Quận Clark, Ohio
Xã Pike (tiếng Anh: Pike Township) là một xã thuộc quận Clark, tiểu bang Ohio, Hoa Kỳ. Năm 2010, dân số của xã này là 3.730 người.